# اوبربرومباخ
اوبربرومباخ (به آلمانی: Oberbrombach) یک شهر در آلمان است که در بیرکنفلد واقع شده‌است. اوبربرومباخ ۴۹۴ نفر جمعیت دارد.